# Azimuth Hill (kulle i Antarktis, lat -66,99, long 142,65)
Azimuth Hill är en kulle i Antarktis. Den ligger i Östantarktis. Australien gör anspråk på området. Toppen på Azimuth Hill är 25 meter över havet.
Terrängen runt Azimuth Hill är varierad. Havet är nära Azimuth Hill åt nordväst. Trakten är obefolkad. Det finns inga samhällen i närheten.